# Pietro Angeletti
Pietro Angeletti (* 18. Jh. in Rom, † 18. Jh. ) war ein italienischer Maler.

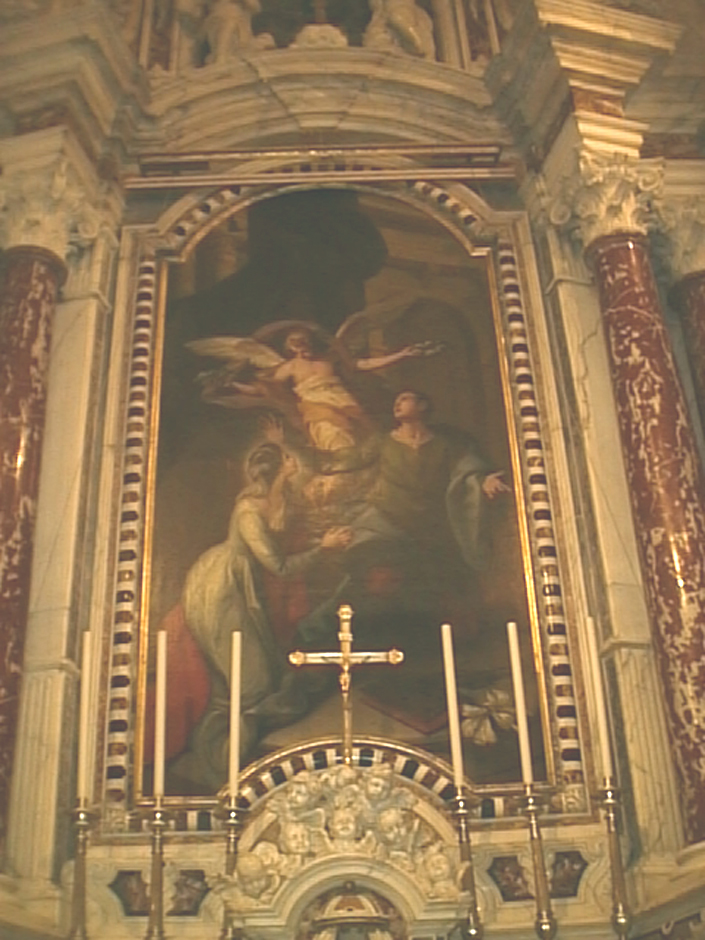
Pietro Angeletti, Mystische Hochzeit der Hl. Cäcilia und des Hl. Valerian (Cagliari)

## Leben
Pietro Angeletti war römischer Maler, der in der zweiten Hälfte des 18. Jahrhunderts tätig war. Es ist bekannt, dass er ein Mitglied der Accademia di San Luca war. Ansonsten ist wenig über ihn bekannt. Sein Stil wurde durch Anton Raphael Mengs beeinflusst.
Im Palazzo Borghese schuf er die Fresken der Versöhnung von Venus und Minerva. An der Decke eines Raumes in der Villa Borghese malte er 1780 Apollo und Daphne in Öl. Aus einem Dokument des Borghese-Archivs im Vatikanischen Archiv geht hervor, dass Angeletti für diese Arbeit 350 Scudi als Bezahlung erhielt. Das Gemälde ist eindeutig von Berninis Werk im selben Raum abgeleitet. Die Skizze des Gemäldes auf Leinwand wurde 1957 für die Galleria Nazionale d’Arte Antica in Rom erworben.
Angeletti malte zwei Bilder mit Szenen aus dem Leben der heiligen Katharina von Siena: Sie befinden sich in der gleichnamigen Kirche in Rom, in der Via Giulia, und zeigen die Betende hl. Katharina und die Hl. Katharina lehnt die goldene Krone ab. In der Kathedrale von Cagliari befindet sich ein Gemälde von ihm, das die mystische Hochzeit der hl. Cäcilia und des hl. Valerian darstellt. In der Kirche San Pietro Apostolo in Solarussa (Oristano) befinden sich zwei Gemälde von Angeletti, die den von einem Engel aus dem Mamertinum-Gefängnis befreiten Petrus und die Taube, die den Heiligen Gregor den Großen inspiriert, darstellen. In der Kirche Sant’Eulalia in Cagliari befindet sich ein Altarbild mit dem Abbild der Heiligen. In der Kathedrale Santi Pietro e Paolo in Ales befindet sich ein Altarbild der Muttergottes vom Karmel. Andere Gemälde von Angeletti, wie Alessandro Borgia, Bischof von Fermo, San Giuseppe da Copertino und die stickende Vegine, sind durch ihre Kupferstiche bekannt.